# Boggi

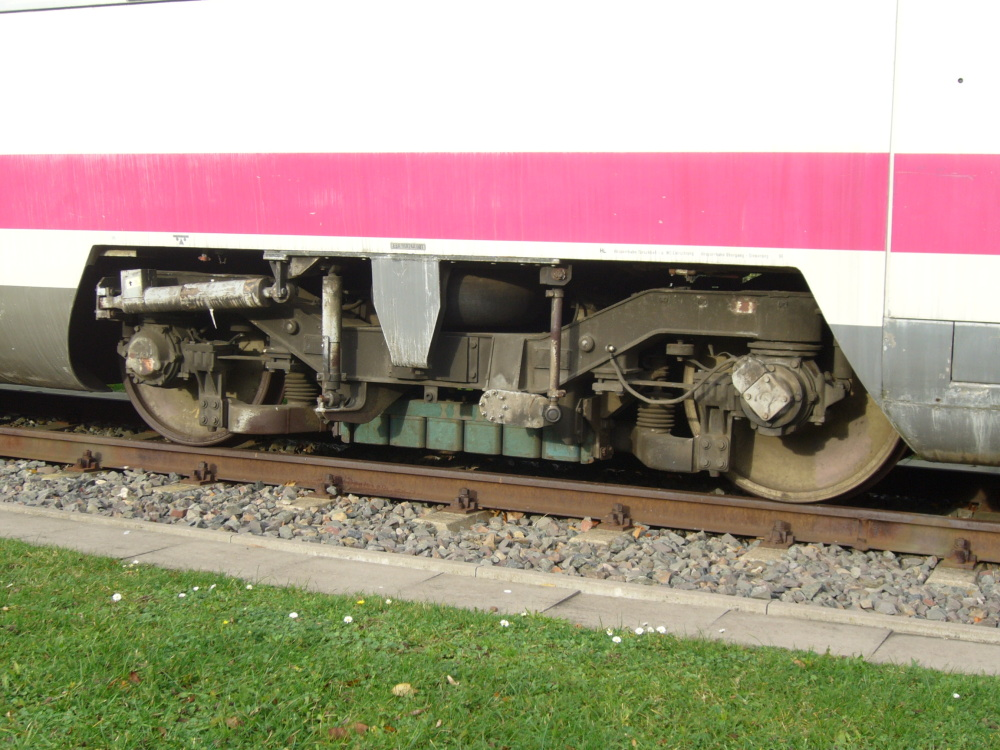
Boggi på ett tyskt ICE-tåg

En boggi är ett underrede som är vridbart mot ett fordons kaross. Boggin har vanligen fyra hjul, som sprider fordonets last på fler axlar och minskar axeltrycket, ökar lastförmågan och förbättrar kurvtagningen. En drivboggi är en boggi där en eller flera av axlarna drivs av motorer. Motsatsen, en boggi som är försedd med axlar och hjul som bara rullar med, heter löpboggi. Och en boggi som sitter mellan två vagnar och delas av de två heter Jakobsboggi.

## Spårburna fordon

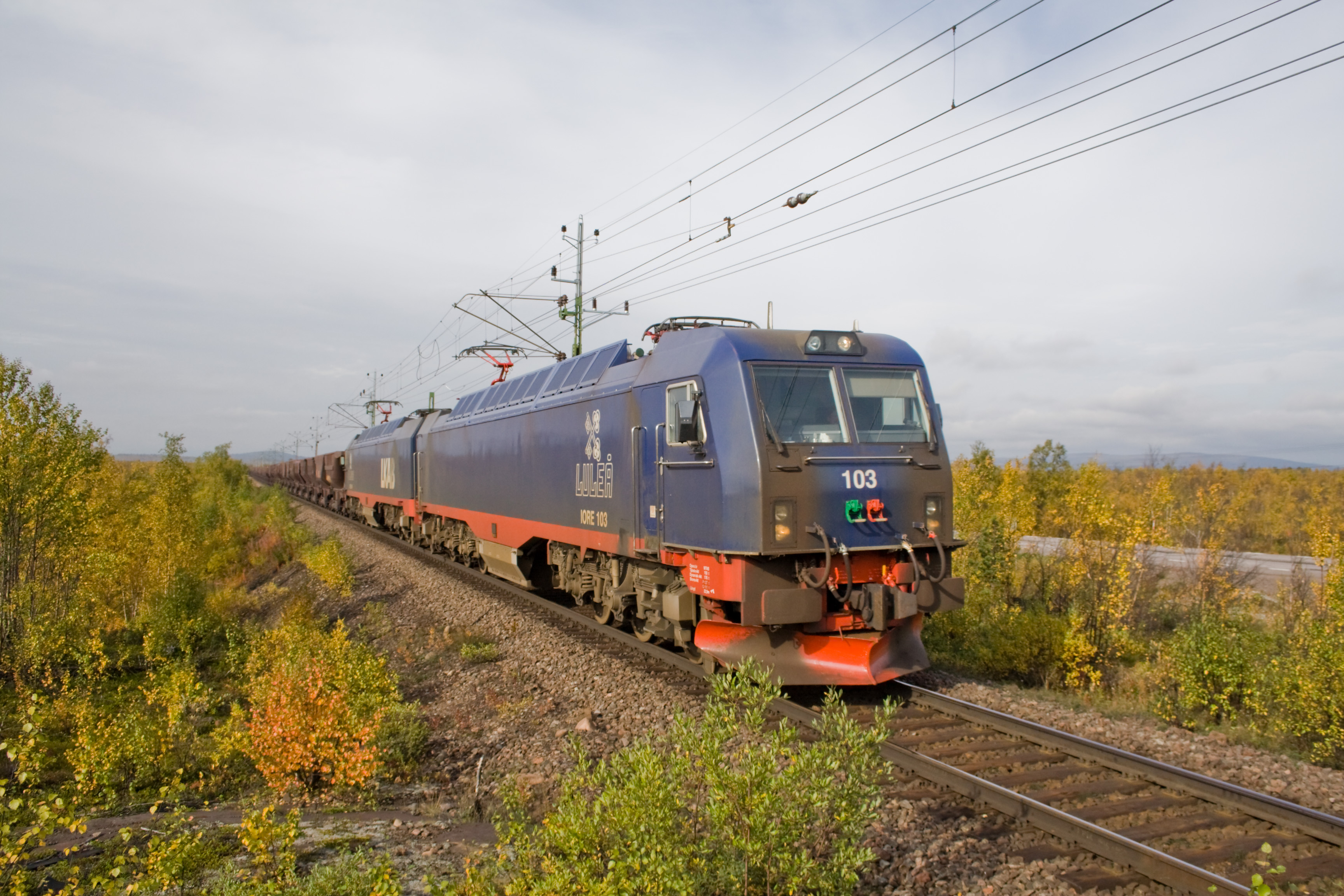
IORE-loket på Malmbanan har treaxliga boggier.

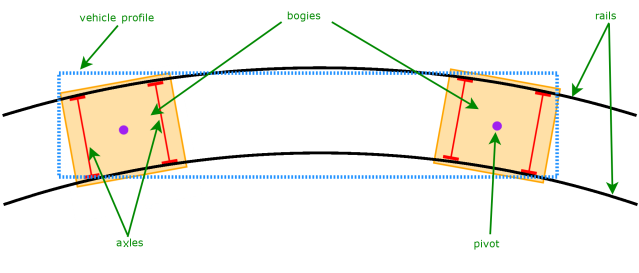
Schema som visar boggins funktion

Boggivagnar introducerades i USA redan på 1830-talet, till Europa kom de första 1876 och i Sverige infördes de omkring 1880 vid några skånska privatjärnvägar och 1888 av Statens Järnvägar.
Lok, järnvägsvagnar och spårvagnar förses numera nästan alltid med en boggi i vardera änden. Det är vanligt att det förekommer tvåaxliga boggier under järnvägsvagnar, medan lok brukar förses med antingen två- eller treaxliga boggier. Kallas på amerikanska för truck. Det svenska ordet "truck" i spårvägssammanhang är en i vagnkorgen fast monterad tvåaxlig hjulupphängning.
Boggin har tre syften:
- Förbättra vagnens gångegenskaper och minska vibrationer.
- Vagnen kan bära mer last och göras längre.
- Minska slitaget på rälsen.

I persontåg med sammanbyggda vagnar kan en boggi – jakobsboggi (engelska: articulated railway truck) – vara gemensam för två vagnar t.ex. pendeltåget X60 eller lågbyggda godsvagnar med vridbara flak för lastbilar.
Boggin på ett spårburet fordon är vridbar i horisontalplanet så att den kan vrida sig i passage av kurvor. Förutom att dela upp lasten på flera hjul så är en boggi viktig för rälsfordons gångegenskaper. Hjulens rullbanor är nämligen koniska vilket gör dem självcentrerande. Om hjulaxeln rullar mot vänster på spåret så kommer det vänstra hjulet gå lite längre väg än det högra eftersom diametern ökar på det vänstra och minskar på det högra. Boggin får då en svag vridning åt höger och axeln styr åter mot mitten osv. Under rälsfordons gångegenskaper beskrivs detta mer ingående och hur passiv och aktiv radiell styrning i en boggi förbättrar komforten. Samtidigt gör denna konicitet att det kurvyttre hjulets diameter ökar och det inres minskar, vilket kompenserar för att den kurvyttre rälen är längre än den inre – minskat slitage.
En boggi är en viktig del av ett tågfordon som består av en ram som håller hjulaxlarna och ibland även fjädringssystemet. En boggi är i princip en sammansättning av hjulupphängning, fjädring och bromssystem som är monterade på en ram eller underrede. 
Boggin används för att:
1. **Förbättra stabiliteten:** Boggin hjälper till att sprida lasten jämnt över flera hjulaxlar, vilket ger bättre stabilitet och hanterbarhet för tåget.
2. **Minska belastningen:** Genom att använda flera hjulaxlar minskar boggin belastningen på enskilda hjul och räls, vilket minskar slitaget och förlänger livslängden för både vagnar och spår.
3. **Ge fjädring:** Många boggi är utrustade med fjädringssystem för att absorbera vibrationer och stötar från spåren, vilket ger en jämnare och mer bekväm resa för passagerarna.
I tågunderhållning är boggi avgörande för att säkerställa att tågfordonet fungerar korrekt och säkert. Rutinmässig inspektion och underhåll av boggi är nödvändigt för att upptäcka och åtgärda eventuella defekter eller problem i hjulupphängningen, fjädringssystemet eller bromssystemet. Detta inkluderar kontroll av hjul, axlar, fjädrar, dämpare och andra komponenter för att säkerställa att de är i gott skick och fungerar korrekt. Boggi måste också smörjas och underhållas regelbundet för att säkerställa smidig drift och för att minska risken för oväntade fel eller problem under tågturen.

Boggier är som tågens ben. De hjälper tåget att rulla smidigt på spåren. Det finns olika typer av boggier, precis som det finns olika typer av skor för olika ändamål. Vissa boggier kan fjädra för att göra tågresan mer bekväm, medan andra kan svänga för att ta sig runt hörn. Alla tåg har boggier, och de är viktiga för att tåget ska fungera bra och ta oss dit vi vill åka!
1. Fasta boggier: Tänk dig att boggier med fasta hjulaxlar är som tågets ben som inte kan flytta sig ifrån varandra. De håller tåget stabilt när det rullar på rälsen.
2. Boggier med fjädring: Precis som när du sitter på en studsande boll, kan boggier med fjädring hjälpa tåget att hoppa lite för att göra resan jämnare och bekvämare.
3. Roterande boggier: Dessa boggier är som magiska vagnar som kan svänga lite åt sidan när tåget behöver kurva runt ett hörn. Det hjälper tåget att hålla sig på spåret.
4. Delade boggier: Ibland delar tåg en boggi som om de håller händerna. Det gör tåget starkare och stabilare när de reser tillsammans.

Det är som om varje typ av boggi har sin egen speciella superkraft för att se till att tåget kan röra sig smidigt och säkert längs spåren!

## Lastbilar
Lastbilar byggs ofta med boggiaxlar, särskilt då de skall användas för tunga transporter. Boggi är två axlar vilka har ett centrumavstånd mindre än 2 meter. I de fall en lastbil byggs med tre axlar, och avståndet mellan första och tredje axeln understiger fem meter räknas detta inte som boggi, utan som en "trippelaxel". Om drift förekommer på mer än en av axlarna, kallas konstruktionerna ofta tandem respektive tridem. 
En lastbilsboggi är inte vridbar som den för rälsfordon vilket orsakar visst däckslitage. För att eliminera detta är numera ibland den ena axelns hjul vridbara, så att de med framhjulens vridning ger en utsvängning som följer svängningsradien.

## Bussar

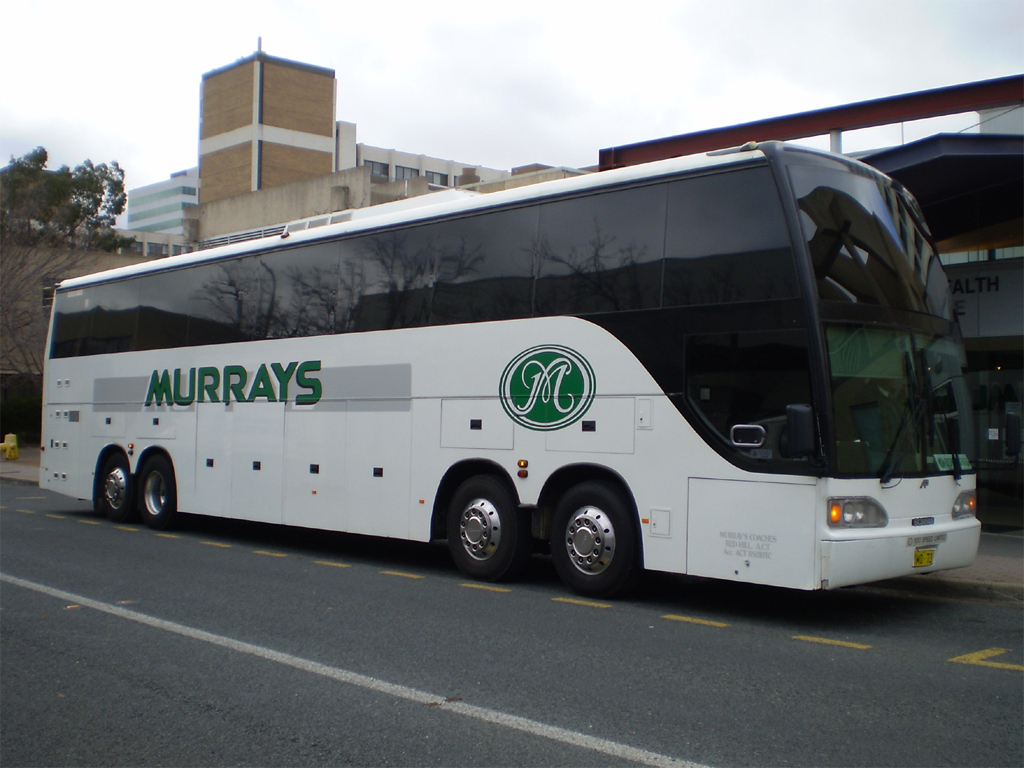
Buss i 4-axligt boggiutförande

Även bussar kan vara försedda med boggi. Bussar med boggi finns från standardlängd (12 meter) och uppåt. De långa kan vara upp till 15 meter långa i jämförelse med ledbussarnas 16 – 27 meter. Fördelen är att bussen i vissa fall har lika många sittplatser som ledbussar samt att de vanligen är mindre bullriga. Priset för en lång boggibuss är även lägre än för en ledbuss med lika många sittplatser. Nackdelarna är bland annat att det ryms färre stående personer än i ledbussar samt att de öppna ytorna blir färre genom bussen, vilket kan orsaka trängsel i stadstrafik vid rusningstid. Bakdelen på boggibussar styr vanligen ut längre än hos ledbussar, vilket kan bli opraktiskt i trånga stadskärnor. I Sverige är vanliga 2-axliga bussar med standardlängden 12 meter samt ledbussar med 18 meters längd allra vanligast i stadstrafik, medan 15 meter långa och 3-axliga boggibussar är vanligast i landsbygdstrafik. I andra länder i Europa, såsom i Östeuropa, kan det dock även vara vanligt med 13,7 – 15 meter långa boggibussar i stadsbussutförande. I många östasiatiska länder med vänstertrafik, såsom Singapore, har dubbeldäckare byggda för stadstrafik ofta boggibakaxel.

## Snöskoter
För snöskotrar används termen boggi för den fjädrande delen som spänner ut drivmattan. För snöskoter finns två typer av boggi: hjulboggi och glidboggi.